# Даніель Бертоні
Даніель Бертоні (ісп. Daniel Bertoni, нар. 14 березня 1955, Баїя-Бланка) — аргентинський футболіст, що грав на позиції нападника та півзахисника.
Відомий, насамперед, за виступами за аргентинський клуб «Індепендьєнте» (Авельянеда) та італійську «Фіорентину», а також за виступами за національну збірну Аргентини.
Чемпіон Аргентини. Триразовий володар Кубка Лібертадорес. Володар Міжконтинентального кубка. У складі збірної — чемпіон світу.

## Клубна кар'єра
Народився 14 березня 1955 року в місті Баїя-Бланка. Вихованець футбольної школи клубу «Кільмес». Дорослу футбольну кар'єру розпочав у 16 років 1971 року в основній команді того ж клубу, де виступав до кінця 1972 року, взявши участь у 31 матчі чемпіонату у другому дивізіоні аргентинського футболу, у яких відзначився 12 забитими м'ячами.
Результативна гра молодого нападника привернула увагу представників тренерського штабу клубу вищого дивізіону «Індепендьєнте» зі столичного передмістя Аргентини — Авельянеди, до складу якого Бертоні приєднався 1973 року, та провів у ній наступні п'ять сезонів своєї ігрової кар'єри. Увесь час, проведений у складі «Індепендьєнте», був основним гравцем команди та одним з головних бомбардирів команди, відзначившись у 179 матчах 79 забитими м'ячами. У 1977 році Бертоні разом із клубом став переможцем першості Аргентини. Тричі поспіль — у 1973, 1974 та 1975 роках, Даніель Бертоні разом із клубом ставав переможцем найпрестижнішого клубного турніру Південної Америки — Кубку Лібертадорес. У 1973 році Даніель Бертоні у складі «Індепендьєнте» став також володарем Міжконтинентального кубка, здолавши у двобої туринський «Ювентус».

Бертоні у складі «Фіорентини»

У 1978 році Даніель Бертоні вирішив спробувати свої сили в Європі, та улітку перейшов до складу іспанського клубу «Севілья». Бертоні не зразу вдалось адаптуватись до умов нової команди. У перший сезон аргентинський нападник забив усього 8 м'ячів у ворота супеників «Севільї», а вже у наступному сезоні розписався у воротах суперників 16 разів у 32 матчах.
Після успішного початку кар'єри у Європі Бертоні перебрався до Італії і 1980 року уклав контракт з клубом «Фіорентина», у складі якого провів наступні чотири роки своєї кар'єри гравця. Найуспішнішим для аргентинського форварда став другий сезон за «фіалок», коли клуб здобув срібні медалі першості, а Бертоні забив 9 м'ячів у ворота суперників клубу. У сезоні 1983–1984 «Фіорентина» посіла третє місце у чемпіонаті, а Бертоні відзначився 10 забитими м'ячами.
Незважаючи на відносно успішні виступи у Флоренції, у 1984 році перейшов до складу іншого італійського клубу — «Наполі», де його шляхи перетнулись із іншим відомим аргентинцем — Дієго Марадоною. Незважаючи на зірковий склад, «Наполі» у ці роки не мала особливих успіхів, і в 1986 році Бертоні покинув неаполітанський клуб.
Останнім клубом у ігровій кар'єрі Бертоні був італійський «Удінезе», за команду якого аргентинський форвард виступав протягом одного сезону 1986–1987 років. За увесь сезон аргентинець відзначився лише одним забитим м'ячем у 20 матчах. «Удінезе» за підсумками сезону вилетів у другий італійський дивізіон, а Бертоні вирішив завершити виступи на футбольних полях.

## Виступи за збірну
1975 року дебютував в офіційних матчах у складі національної збірної Аргентини. Протягом кар'єри у національній команді, яка тривала 12 років, провів у формі головної команди країни 31 матч, забивши 12 голів.
У 1978 році Бертоні був запрошений до складу збірної, яка виступала на домашньому для аргентинців чемпіонаті світу. У складі збірної виступав в усіх матчах, відзначившись забитими м'ячами у першому матчі аргентинців на чемпіонаті — проти угорської збірної та в останньому матчі — переможному фіналі чемпіонату проти голландців. На переможному для збірної Аргентини чемпіонаті увійшов до символічної збірної першості разом із співвітчизниками Убальдо Фільйолем, Даніелем Пассареллою, Альберто Тарантіні та Маріо Кемпесом. За свою футбольну кар'єру був також учасником чемпіонату світу 1982 року в Іспанії. На цьому чемпіонаті Бертоні також гравцем основного складу, і зумів відзначитися 2 забитими м'ячами, але команда Аргентини виступила вже не так вдало, як на попередньому чемпіонаті, і не змогла захистити титул чемпіона світу. Після іспанського чемпіонату світу Бертоні практично не грав за національну збірну.

## Тренерська робота
Невдовзі після завершення ігрової кар'єри спробував свої сили на тренерській роботі, очоливши тренерський штаб друголігової аргентинської команди «Лос Андес». Тут його кар'єра була дуже короткою і протривала лише 4 тури чемпіонату. Згодом працював скаутом для «Фіорентини».
Після смерті головного тренера клубу «Індепендьєнте» (Авельянеда) Хосе Омара Пасторіси у 2004 році цю посаду було запропоновано Бертоні. Під його керівництвом команда з Авельянеди результатами своїх прихільників не радувала і пізніше того ж року тренер був змушений піти у відставку. 

## Статистика виступів

### Статистика клубних виступів
| Сезон                  | Команда                | Чемпіонат              | Чемпіонат | Чемпіонат | Національний кубок | Національний кубок | Національний кубок | Континентальні кубки | Континентальні кубки | Континентальні кубки | Інші змагання | Інші змагання | Інші змагання | Усього | Усього |
| Сезон                  | Команда                | Ліга                   | Ігор      | Голів     | Ліга               | Ігор               | Голів              | Ліга                 | Ігор                 | Голів                | Ліга          | Ігор          | Голів         | Ігор   | Голів  |
| ---------------------- | ---------------------- | ---------------------- | --------- | --------- | ------------------ | ------------------ | ------------------ | -------------------- | -------------------- | -------------------- | ------------- | ------------- | ------------- | ------ | ------ |
| 1972                   | «Кільмес»              | ПДВ                    | 31        | 12        | —                  | —                  | —                  | —                    | —                    | —                    | —             | —             | —             | 31     | 12     |
| 1973                   | «Індепендьєнте»        | ПД                     | 35        | 8         | —                  | —                  | —                  | КЛ+МК                | ?+1                  | ?+0                  | —             | —             | —             | 36+    | 8+     |
| 1974                   | «Індепендьєнте»        | ПД                     | 35        | 17        | —                  | —                  | —                  | КЛ+МК                | ?+2                  | ?+0                  | —             | —             | —             | 37+    | 17+    |
| 1975                   | «Індепендьєнте»        | ПД                     | 33        | 11        | —                  | —                  | —                  | КЛ                   | ?                    | ?                    | —             | —             | —             | 33+    | 11+    |
| 1976                   | «Індепендьєнте»        | ПД                     | 42        | 21        | —                  | —                  | —                  | КЛ                   | ?                    | ?                    | —             | —             | —             | 42+    | 21+    |
| 1977                   | «Індепендьєнте»        | ПД                     | 34        | 22        | —                  | —                  | —                  | —                    | —                    | —                    | —             | —             | —             | 34     | 22     |
| 1978                   | «Індепендьєнте»        | ПД                     | 0         | 0         | —                  | —                  | —                  | —                    | —                    | —                    | —             | —             | —             | 0      | 0      |
| Усього «Індепендьєнте» | Усього «Індепендьєнте» | Усього «Індепендьєнте» | 179       | 79        |                    | —                  | —                  |                      | ?+3                  | ?+0                  |               | —             | —             | 182+   | 80+    |
| 1978-79                | «Севілья»              | ПД                     | 25        | 8         | КІ                 | ?                  | ?                  | —                    | —                    | —                    | —             | —             | —             | 25+    | 8+     |
| 1979-80                | «Севілья»              | ПД                     | 32        | 16        | КІ                 | ?                  | ?                  | —                    | —                    | —                    | —             | —             | —             | 32+    | 16+    |
| Усього «Севілья»       | Усього «Севілья»       | Усього «Севілья»       | 57        | 24        |                    | ?                  | ?                  |                      | —                    | —                    |               | —             | —             | 57+    | 24+    |
| 1980-81                | «Фіорентина»           | A                      | 25        | 4         | КІ                 | 6                  | 1                  | —                    | —                    | —                    | —             | —             | —             | 31     | 5      |
| 1981-82                | «Фіорентина»           | A                      | 30        | 9         | КІ                 | 6                  | 1                  | —                    | —                    | —                    | —             | —             | —             | 36     | 10     |
| 1982-83                | «Фіорентина»           | A                      | 16        | 4         | КІ                 | 5                  | 1                  | КУЄФА                | 2                    | 1                    | —             | —             | —             | 23     | 7      |
| 1983-84                | «Фіорентина»           | A                      | 26        | 10        | КІ                 | 7                  | 0                  | —                    | —                    | —                    | —             | —             | —             | 33     | 10     |
| Усього «Фіорентина»    | Усього «Фіорентина»    | Усього «Фіорентина»    | 97        | 27        |                    | 24                 | 3                  |                      | 2                    | 1                    |               | —             | —             | 123    | 31     |
| 1984-85                | «Наполі»               | A                      | 27        | 11        | КІ                 | 7                  | 4                  | —                    | —                    | —                    | —             | —             | —             | 34     | 15     |
| 1985-86                | «Наполі»               | A                      | 26        | 3         | КІ                 | 3                  | 0                  | —                    | —                    | —                    | —             | —             | —             | 29     | 3      |
| Усього «Наполі»        | Усього «Наполі»        | Усього «Наполі»        | 53        | 14        |                    | 10                 | 4                  |                      | —                    | —                    |               | —             | —             | 63     | 18     |
| 1986-87                | «Удінезе»              | A                      | 20        | 1         | КІ                 | ?                  | ?                  | —                    | —                    | —                    | —             | —             | —             | 20+    | 1+     |
| Усього за кар'єру      | Усього за кар'єру      | Усього за кар'єру      | 447       | 157       |                    | 24+                | 3+                 |                      | 5+                   | 1+                   |               | —             | —             | 476+   | 161+   |

## Титули і досягнення
- Чемпіон Аргентини (1):

«Індепендьєнте» (Авельянеда) : 1977 (Насьйональ)
- Володар Кубка Лібертадорес (3):

«Індепендьєнте» (Авельянеда) : 1973, 1974, 1975
- Володар Міжконтинентального кубка (1):

«Індепендьєнте» (Авельянеда) : 1973
- Чемпіон світу (1):

1978